# Typy klávesnic
Většina klávesnic využívá klávesy založené na nějakém mechanickém spínači, jehož úkolem je chvilkové propojení dvou kontaktů a tím i uzavření elektrického obvodu. Takovéto klávesnice jsou nejrozšířenějším typem, protože jejich cena je nízká a nejsou tak náchylné na poškození. Z hlediska trvanlivosti jsou ovšem nejlepší klávesnice využívající klávesy s kapacitními spínači.

## Typy kláves

### Čistě mechanické klávesy

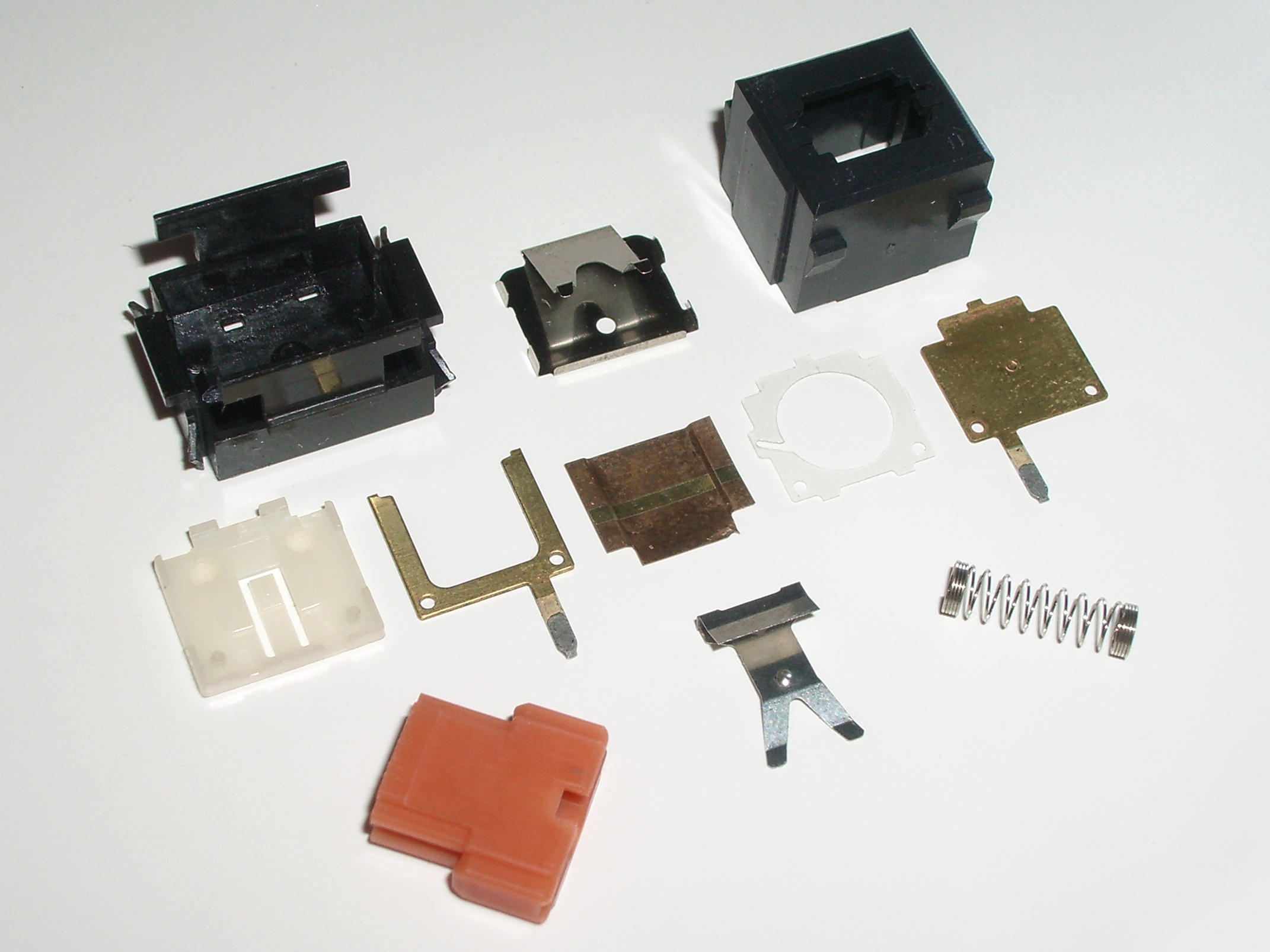
Demontovaný mechanický spínač

Hlavním prvkem těchto kláves je mechanický spínač, který po sepnutí způsobí chvilkové sepnutí kontaktů. K návratu stisknuté klávesy do původního stavu slouží návratový mechanismus, který se vyznačuje charakteristickým „klapnutím“. Skládá se z pružiny a svorky a jeho další funkcí je způsobení určitého odporu proti stisku klávesy. Výhodou klávesnic s tímto typem kláves je poměrně dlouhá životnost (cca 20 miliónů úhozů a více), což je mimo jiné způsobeno samočisticími vlastnostmi kontaktů. Součástí téměř všech mechanických klávesnic je také RGB podsvícení.

### Mechanické klávesy s pěnovým prvkem
Charakteristickým prvkem těchto kláves je pružný pěnový prvek připevněný ke kolíku klávesy. Na spodní části pěnového prvku je vodivá fólie, která po dotyku desky s tištěnými spoji (stisku klávesy) uzavře elektrický obvod. K návratu klávesy slouží návratová pružinka. Tento typ klávesnic se v dnešní době již téměř nepoužívá. Důvodem je tichý a nejistý stisk klávesy (zvuk lze zajistit pomocí systémového reproduktoru). Dalším problémem je i častá koroze na desce s tištěnými spoji tak na vodivé fólii. Jedinou výhodou je snadné čištění celé klávesnice.

### Mechanické klávesy s gumovou membránou

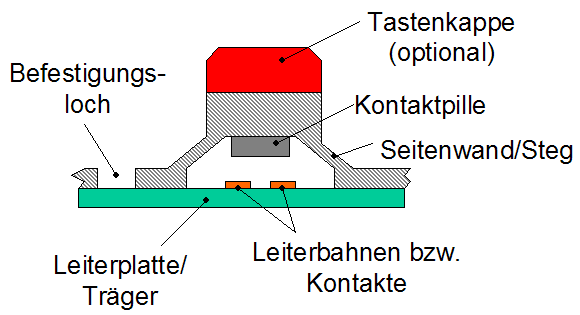
Princip spínače se silikonovou gumovou membránou

Tento druh kláves je mechanickým spínačem, u kterého jsou návratová pružinka a pěnový prvek nahrazeny gumovou (v současnosti obvykle silikonovou) membránou (tvar „čepičky“) s bodovým uhlíkovým kontaktem na vrcholu. Při stisku klávesy kolík stlačí uhlíkový kontakt dolů na desku s tištěnými spoji a tím propojí elektrické pole. Po uvolnění klávesy se gumová membrána sama vrátí do původního stavu. Výhody jsou tyto: není nutná návratová pružinka, klávesa klade při stisku určitý odpor (není ale ještě úplně vyhovující), uhlíková část nepodléhá korozi a jelikož tvoří celá klávesnice „jeden kus“, nezanesou se dovnitř žádné nečistoty.

### Membránové klávesy
Membránové klávesy jsou podobné klávesám s gumovou membránou. Na rozdíl od nich ale nejsou od sebe jednotlivé klávesy odděleny, ale jsou spojeny další membránou (obvykle gumovou). Výhodou je možnost použití v extrémních podmínkách, protože jsou velice odolné proti zanesení nečistot. Délka stisku klávesy je ovšem omezena, a proto tyto typy klávesnic nejsou příliš vhodné pro psaní. V posledních letech jsou membránové klávesy nahrazovány mechanickými s gumovým nebo pěnovým prvkem. Vrchní část je namísto pružné membrány tvořena běžnými klávesami známými z ostatních typů klávesnic. Výhodou je nízká cena, životnost klávesnice je testována na 5–10 miliónů úhozů (někdy až 20 miliónů). Nevýhodou je slabý odpor při stisku klávesy.

### Magnetické klávesy

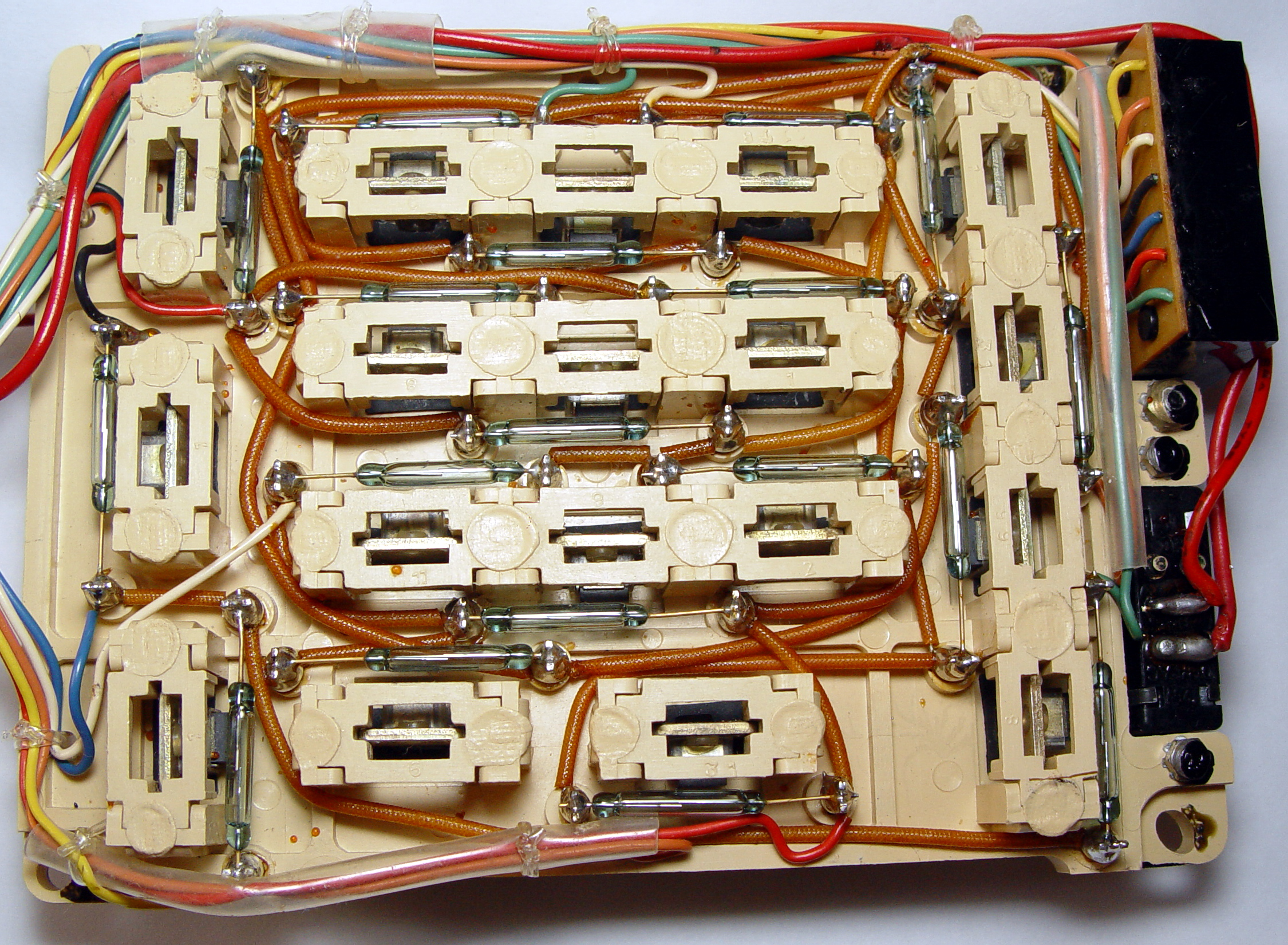
Klávesnice s jazýčkovými kontakty

Tento typ kláves má uvnitř permanentní magnet. Pod klávesou je umístěna Hallova sonda (elektronický prvek reagující na změnu magnetického pole elektrickým napěťovým signálem). Při stisku klávesy se magnet přiblíží k Hallově sondě, která na vzrůst magnetického pole reaguje vysláním elektrického signálu. Spínání je bezkontaktní a s použitím Schmittova klopného obvodu i bezzákmitové. Klávesnice s magnetickými klávesami jsou velice kvalitní, ale poměrně drahé. Používají se jen tam, kde je potřeba vysoká spolehlivost. Může být i zcela vodotěsná. V minulosti se používaly například u některých velmi starých počítačů (Zbrojovka Brno). U některých starých kalkulaček se používaly naopak kontaktní magnetické klávesy s jazýčkovým kontaktem.

### Senzorické klávesy
Senzorické klávesnice jsou tvořeny dvěma kontakty těsně u sebe. Propojení se provádí přiložením prstu. Na povrchu kůže je vždy tenká vrstvička potu, která vytváří vodivé spojení mezi kontakty. Tento typ klávesnic se používá jen u kapesních počítačů – notepadů. V minulosti se někdy používaly u spotřební elektroniky (např. přepínač programů televizoru). Vnitřní obvod z principu musí být zabezpečen proti poškození statickou elektřinou a v případě napájení ze sítě také naopak proti úrazu elektrickým proudem.

### Klávesy s kapacitními spínači
Tento typ klávesnic využívá elektrické kapacity mezi pevnou elektrodou a pružnou membránou. Stisknutím klávesy dojde k prohnutí membrány, která se přiblíží k elektrodě ležící pod ní. Zmenšením jejich vzdálenosti prudce vzroste v příslušném místě kapacita, což je snadno zjistitelné elektronickými obvody klávesnice. Po uvolnění klávesy se membrána vlastní pružností vrátí do původní polohy. Výhodami kapacitních klávesnic jsou: citlivost na dotyk (nemusí být stisknuta až na doraz), nepatrná spotřeba elektrické energie a malé rozměry. Klávesy jsou zcela odolné vůči korozi a špíně. Nevýhodou je snadné poškození při nešetrném zacházení.

### Optické klávesnice
Stisk kláves se může detekovat jednak přerušováním optického paprsku uvnitř klávesnice, nebo celá klávesnice může být virtuálně projektována laserem.